# GÜFA
GÜFA (нем. Gesellschaft zur Übernahme und Wahrnehmung von Filmaufführungsrechten mbH) — немецкое авторское общество, занимающееся защитой авторских прав производственных компаний, специализирующихся на съемках порнографических фильмов и авторских прав их владельцев. GÜFA осуществляет коллективное управление правами для своих компаний-членов, например, в областях кинопроката. Оно также стремится влиять на законодательство Германии в интересах своих компаний-членов.
Находится в Дюссельдорфе. Работает также в Нидерландах под названием «GÜFA Nederland» и сотрудничает с несколькими аналогичными организациями в других европейских странах: «V.A.M. (Verwertungsgesellschaft für Audiovisuelle Medien») в Австрии, «SIA ATBALSS» в Латвии, «EGEDA Ciudad de la Imagen» в Испании и «Intergram» в Греции.
Порнографические фильмы, зарегистрированные в GÜFA должны продаваться с печатью общества на упаковке. Кроме того, в титрах фильмов общество GÜFA указывается перед началом фильма. GÜFA также маркирует фильмы обязательными предупреждениями: «Этот фильм не будет предлагаться для просмотра подросткам в возрасте до 18 лет».